# Gacetas de Literatura de México
Gacetas de Literatura de México, Puebla (abreviado Gaz. Lit. México, ed. 2) es un libro con ilustraciones y descripciones botánicas que fue escrito por el médico y botánico español José Antonio Alzate y Ramírez. Fue publicado en Puebla  4 volúmenes en el año 1831. Fue precedido por Gazeta de Literatura de México.